# Kilogram
Kilogram (oznaka: kg) je mjerna jedinica za masu te jedna od osnovnih jedinica u Međunarodnom sustavu jedinica (SI). Kilogram je definiran na Prvoj generalnoj konferenciji za utege i mjere 1889. u Parizu kao masa međunarodne pramjere (etalona) koja se čuva u Međunarodnom uredu za mjere i utege (BIPM) u Sévresu kraj Pariza. Kopije prakilograma u svojim mjeriteljskim uredima čuvaju zemlje potpisnice Dogovora o metru, pa tako i Hrvatska. Od kilograma (kojega je naziv povijesno nastao kao decimalna jedinica od grama) ne tvore se decimalne jedinice, nego se one tvore od grama.
Dana 16. studenog 2018. godine, na 26. sastanku Opće konferencije za mjere i utege, donijeta je odluka kojom se mijenja definicija kilograma time što je Planckova konstanta određena da iznosi točno 6,62607015⋅10−34 J⋅s, i ta definicija stupa na snagu 20. svibnja 2019. godine.
Kilogram je jedina osnovna jedinica s predmetkom, te je do 20. svibnja 2019. jedina koja je definirana u odnosu na pramjeru, a ne na neko temeljno fizikalno svojstvo.
Decimalni predmetci primijenjuju se na tisuću puta manju jedinicu gram (znak: g), pa su jedinice:
- dekagram (znak: dag) 10 grama
- hektogram (znak: hg) 100 grama
- miligram (znak: mg) 0,001 grama
- mikrogram (znak μg) 0,000 001 grama
- nanogram (znak ng) 0,000 000 001 grama.

Od većih jedinica često se koristi tona (oznaka: t), 1000 kilograma.

## Povijest
Jedan kilogram je definiran na Prvoj generalnoj konferenciji za utege i mjere 1889. u Parizu kao masa međunarodne pramjere (etalona) koja se čuva u Međunarodnom uredu za mjere i utege (BIPM) u Sévresu kraj Pariza. Kopije prakilograma u svojim mjeriteljskim uredima čuvaju zemlje potpisnice Dogovora o metru, pa tako i Hrvatska.

### Dogovor o metru
Dogovor o metru ili Metarska konvencija (fran. Convention du Mètre) je temeljni dokument svjetskoga mjernog jedinstva. Potpisali su ga 20. svibnja 1875. predstavnici 17 zemalja, među njima i ondašnja Austro-Ugarska, u čijem je sastavu tada bila Hrvatska. Do danas je Dogovor o metru potpisalo pedesetak zemalja, među njima one gospodarski najrazvijenije, pa je zato on polazište međunarodne normizacije u razmjeni dobara, usluga i informacija. Dogovorom je osnovan Međunarodni ured za mjere i utege (BIPM) sa sjedištem u dvorcu Pavillon de Breteuil u Sèvresu kraj Pariza. Uredom upravlja Međunarodni odbor za utege i mjere (CIPM), koji imenuje Opća konferencija za utege i mjere (CGPM), sastavljena od izaslanika svih zemalja potpisnica Dogovora. Ured je vrhunsko međunarodno znanstveno mjeriteljsko središte, u kojem se nalaze mnogi laboratoriji. Glavne su mu zadaće izradba, uspoređivanje i čuvanje međunardonih pramjera i njihovih kopija, uspoređivanje nacionalnih pramjera, etalona i određivanje fizikalnih stalnica. U njegovu se trezoru čuvaju međunarodni prametar (samo od povijesne važnosti) te i danas važeći međunarodni prakilogram. Dogovorom je međunarodno prihvaćen Metarski sustav jedinica, nastao u Francuskoj 1795. iz kojega se razvio današnji Međunarodni sustav mjernih jedinica (SI), prihvaćen 1960., koji je polazište suvremenoga međunarodnoga mjernog jedinstva. 

### Metarski sustav jedinica
Metarski sustav jedinica je uređeni skup mjernih jedinica, nastao u Francuskoj 1795. kako bi se stvorio sustav mjernih jedinica za sva vremena, za sve narode, za razliku od dotadašnjih, koje su se oslanjale na autoritet i često se mijenjale s promjenom vlasti ili vladara. Pokušalo se jedinice osloniti na prirodne pramjere, odabrati za svaku veličinu po jednu jedinicu, a od nje decimalnim postupkom tvoriti veće i manje jedinice. Za jedinicu duljine odabran je 40-milijunti dio duljine meridijana, nazvan metar, a iz njega slijedi jedinica ploštine četvorni metar i jedinica obujma kubni metar. Za jedinicu mase (tada se nazivala težinom) odabrana je masa kubnoga centimetra vode, nazvana gram, a naknadno se ustalila tisuću puta veća jedinica, kilogram. Iz decimalnih jedinica Metarskoga sustava razvile su se i neke jedinice s posebnim nazivima, na primjer ar, hektar, litra, tona.
Metarski sustav jedinica razvijao se i proširivao tijekom 19. stoljeća, pojedine su jedinice dobivale posebne nazive (amper, om, volt, vat i drugo), a iz njega je 1901. nastao Giorgijev sustav ili MKSA-sustav, osnovan na jedinicama metar, kilogram, sekunda i amper, iz kojega se razvio današnji Međunarodni sustav mjernih jedinica.

### Međunarodni sustav mjernih jedinica
Međunarodni sustav mjernih jedinica ili međunarodni sustav jedinica (oznaka SI, prema fran. Système international d’unités) je sustav mjernih jedinica, razvijen iz Metarskoga sustava jedinica, međunarodno prihvaćen 1960., nakon čega je općenito prihvaćen gotovo u cijelome svijetu. Sastoji se od 7 osnovnih jedinica (metar; kilogram; sekunda; amper; kelvin; mol; kandela), jedne posebne (celzijev stupanj ili °C) i 21 izvedene jedinice s posebnim nazivima i znakovima, od kojih se tvore ostale izvedene jedinice. Od toga je 19 jedinica nazvano prema znamenitim znanstvenicima, a 9 prema nazivima na grčkom i latinskom jeziku. Temeljno mu je svojstvo suvislost (koherentnost), to jest između njegovih je jedinica jednostavan odnos (pretvorbeni je faktor jedan). Od njegovih se jedinica s posebnim nazivima i znakovima prema potrebi decimalnim postupkom tvori do deset većih i do deset manjih jedinica. Primjenljiv je u svim područjima ljudske djelatnosti i u svim granama znanosti i tehnike.